# Richard S. Stolarski

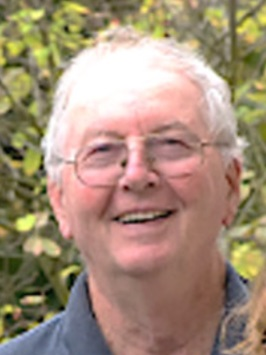
Richard Stolarski (2017)

Richard S. Stolarski (* 22. November 1941; † 22. Februar 2024) war ein US-amerikanischer Physiker und Ozonforscher.

## Leben
Stolarski erwarb 1963 seinen Bachelorabschluss in Physik und Mathematik an der University of Puget Sound und wurde 1966 an der University of Florida in Physik promoviert. Danach war er sieben Jahre am Space Physics Research Laboratory der University of Michigan tätig, wo er sich mit der Thermosphäre und der Ionosphäre befasste.
Stolarski war 30 Jahre lang am Goddard Space Flight Center (GSFC) der NASA. Hier war er Autor einer frühen Arbeit mit Ralph J. Cicerone (den er von der University of Michigan kannte), die vor Chlorradikalen beim katalytischen Ozonabbau in der Stratosphäre warnte. Angestoßen wurde die Forschung 1973 durch die Planungen zum Space Shuttle, das auch Chlor in den Abgasen enthielt. In einem Science-Artikel warnten sie 1974 vor den Folgen von FCKWs in Spraydosen für die Ozonschicht, worauf zuvor im selben Jahr schon Mario J. Molina und Sherwood Rowland in Nature hinwiesen. 1974 ging er ans Johnson Space Flight Center der NASA, wo er sich mit Umweltaspekten des Space Shuttles befasste, und 1976 ans Goddard Space Flight Center, wo er sich mit Studien zur Stratosphäre befasste. Bei der NASA war er mit Satellitenmessungen des Ozons befasst (zuerst mit dem TOMS, Total Ozone Mapping Spectrometer, auf dem Nimbus-7-Satelliten). 1986 bestätigten sie damit Beobachtungen eines Ozonlochs im Frühjahr über der Antarktis von Farmer, Gardiner und Shanklin vom British Antarctic Survey von 1985. In den 1990er Jahren war er mit dem NASA-Programm der Auswirkungen von Flugverkehr auf die Stratosphäre befasst.
2010 wurde er am GSFC emeritiert und erhielt eine Forschungsprofessur an der Johns Hopkins University. Zuletzt befasste er sich mit Computermodellen in der Chemie und der chemischen Evolution der Atmosphäre mit Rückschlüssen auf deren Zusammensetzung in der Erdvergangenheit und im Hinblick auf die Reaktion der Atmosphäre auf äußere Störungen.
Er war Fellow der American Geophysical Union und erhielt den NASA Exceptional Achievement Award. Er erhielt den US EPA Stratospheric Ozone Protection Award und den UNEP Global Ozone Award.

## Schriften
- The Antarctic Ozone Hole. In: Scientific American. Band 268, Januar 1988, S. 30–37, JSTOR:24988943.